# Aspidura trachyprocta
Aspidura trachyprocta  (лат.) — вид змей из семейства ужеобразных. Эндемик острова Шри-Ланка.

## Описание
Общая длина достигает 30—35 см. Наблюдается половой диморфизм — самки крупнее самцов. Голова небольшая. Глаза округлые. Туловище цилиндрическое. Хвост короткий, заострённый.
Окраска спины колеблется от чёрно-коричневого до яркого красновато-коричневого цвета. По бокам имеются продольные светлые полосы. На спине 2—3 тёмных пятна. Брюхо окрашено от чёрного до светло-жёлтого цвета.
Любит рыхлые почвы, горную местность. Встречается на высоте 750—2100 метров над уровнем моря. Активен днём. Питается земляными червями.
Яйцекладущая змея. Самка откладывает от 2 до 12 яиц.